# Wereldkampioenschappen baanwielrennen 1896

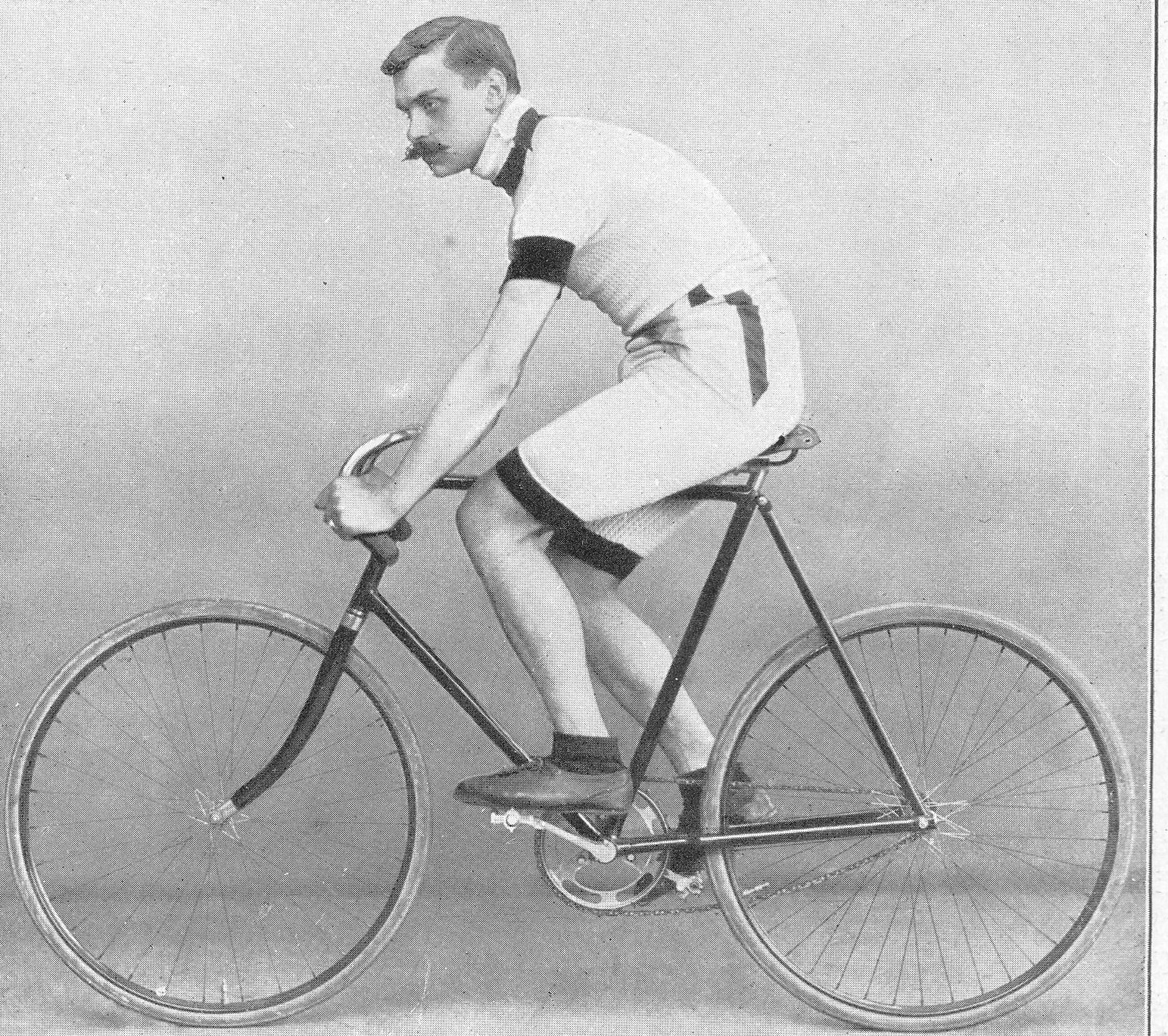
Jack William Stocks, tweede plaats bij de profstayers

De wereldkampioenschappen baanwielrennen 1896 werden gehouden van 15 tot 17 augustus 1896 in Kopenhagen, op de baan van Ordrup. Ze werden georganiseerd door de International Cyclists Association (ICA), voorloper van de UCI.
Naast de wedstrijden over 1 Engelse mijl en over 100 kilometer achter gangmakers (drie- of vierkoppige tandems, niet gemotoriseerd, zogenaamde tri- en quadruplets) waren er ook wedstrijden voor tandems, een landenwedstrijd over 10 kilometer en een handicapwedstrijd (met voorgift) over 1 kilometer. Er waren slechts twee Nederlandse deelnemers, Pieter Hart Nibbrig en Henri Gorter, die samen de tandemwedstrijd voor amateurs wonnen.
De Nederlandse wereldkampioenen van 1895 in Keulen waren er in Kopenhagen niet bij; Jaap Eden door onwil of liever door geldzucht, Mathieu Cordang door min gunstige financieele omstandigheden.
De Noor Wilhelm Henie werd uitgesloten van deelname aan de 100 km-wedstrijd voor amateurs, omdat hij bij een wedstrijd in Nederland geld had aangenomen en dus als beroepsrenner werd aangezien. De Belg Emile Huet mocht evenmin deelnemen, omdat hij voor België was ingeschreven, maar reeds langer dan een halfjaar in Duitsland woonde.
Na afloop van de wedstrijden werd er nog een sprint verreden tussen de prof- en amateurwereldkampioenen Bourillon en Reynolds. Die werd gewonnen door Bourillon die zich dus de absoluut beste van de wereld mocht noemen.

## Uitslagen
De wedstrijd voor stayers werd gewonnen door A.A. Chase (Engeland) in 2 uur 14 min 1 1/5 sec., met acht ronden voorsprong op zijn landgenoot J.W. Stocks (Engeland). de Oostenrijker Gerger werd na een val derde op dertig ronden.

### Beroepsrenners
| Wedstrijd      | Winnaar               | 2e                  | 3e               |
| -------------- | --------------------- | ------------------- | ---------------- |
| Sprint         | Paul Bourillon        | Charles F. Barden   | Edmond Jacquelin |
| 100 km stayers | Arthur Adalbert Chase | Jack William Stocks | Franz Gerger     |

### Amateurs
De finale van de sprint over 1 Engelse mijl werd gereden met drie renners: Reynolds (Ierland), Schrader (Denemarken) en Guillaumet (Frankrijk). In volle spurt gaf Guillaumet de opkomende Schrader een vuistslag waardoor deze moest opgeven. Guillaumet kwam als tweede over de streep maar werd gediskwalificeerd, waardoor Schrader de tweede plaats kreeg. Het was maar een van de handtastelijkheden tijdens dit kampioenschap, wat de correspondent van Het Nieuws van den Dag volgende verzuchting ontlokte: 't Is treurig, dat zulke dingen gebeuren, in een kampioenschap van amateurs nog wel. Met weemoed denkt men bij het zien van zulke tooneelen terug aan de wedstrijden van vroeger jaren, toen 't in de spurt wel niet zoo bliksemsnel ging als tegenwoordig, maar toen sport nog synoniem was met ridderlijkheid en loyaliteit.
| Wedstrijd      | Winnaar           | 2e             | 3e                 |
| -------------- | ----------------- | -------------- | ------------------ |
| Sprint         | Harry Reynolds    | Edwin Schrader | Charles Guillaumet |
| 100 km stayers | Fernand Ponscarme | M. Diakov      | Anton Hansen       |

Edities

1893 ·
1894 ·
1895 ·
1896 ·
1897 ·
1898 ·
1899 ·
1900 ·
1901 ·
1902 ·
1903 ·
1904 ·
1905 ·
1906 ·
1907 ·
1908 ·
1909 ·
1910 ·
1911 ·
1912 ·
1913 ·
1914 ·
1915 · 1916 · 1917 · 1918 · 1919 ·
1920 ·
1921 ·
1922 ·
1923 ·
1924 ·
1925 ·
1926 ·
1927 ·
1928 ·
1929 ·
1930 ·
1931 ·
1932 ·
1933 ·
1934 ·
1935 ·
1936 ·
1937 ·
1938 ·
1939 ·
1940 · 1941 · 1942 · 1943 · 1944 · 1945 ·
1946 ·
1947 ·
1948 ·
1949 ·
1950 ·
1951 ·
1952 ·
1953 ·
1954 ·
1955 ·
1956 ·
1957 ·
1958 ·
1959 ·
1960 ·
1961 ·
1962 ·
1963 ·
1964 ·
1965 ·
1966 ·
1967 ·
1968 ·
1969 ·
1970 ·
1971 ·
1972 ·
1973 ·
1974 ·
1975 ·
1976 ·
1977 ·
1978 ·
1979 ·
1980 ·
1981 ·
1982 ·
1983 ·
1984 ·
1985 ·
1986 ·
1987 ·
1988 ·
1989 ·
1990 ·
1991 ·
1992 ·
1993 ·
1994 ·
1995 ·
1996 ·
1997 ·
1998 ·
1999 ·
2000 ·
2001 ·
2002 ·
2003 ·
2004 ·
2005 ·
2006 ·
2007 ·
2008 ·
2009 ·
2010 ·
2011 ·
2012 · 
2013 · 
2014 · 
2015 · 
2016 · 
2017 · 
2018 · 
2019 · 
2020 · 
2021 · 
2022 · 
2023 ·
2024 ·
2025 ·

Onderdelen

Achtervolging (individueel) · 
afvalkoers · 
keirin · 
koppelkoers · 
omnium · 
ploegenachtervolging · 
puntenkoers · 
scratch · 
sprint · 
teamsprint ·  
tijdrijden

Voormalig:
stayeren ·
tandem